# Гамула Ігор Васильович
І́гор Васи́льович Гаму́ла (17 лютого 1960, Ворошиловськ, сучасний Алчевськ, Луганська область, Українська РСР, СРСР — 8 грудня 2021, Російська Федерація) — радянський та український футболіст, півзахисник, пізніше — футбольний тренер. Майстер спорту СРСР (1981).

## Кар'єра гравця
Після «вильоту» луганської «Зорі» з вищої ліги СРСР був призваний на дійсну військову службу до лав Радянської армії, яку за звичаєм відомі спортсмени проходили в армійських спортивних клубах. Для лівого хавбека Гамули цим клубом став сусідній з Луганськом Ростов-на-Дону. У 1981 році у складі ростовського СКА здобув Кубок СРСР. В ті часи поруч із Гамулою в складі СКА виступали його земляки: Сергій Андрєєв, Олександр Заваров та Віктор Кузнецов. На погляд фахівців, не відзначався дисципліною — часто дозволяв собі порушувати спортивний режим (разом з Олександром Заваровим), був норовливий.

## Тренерська кар'єра
Свою тренерську кар'єру почав у 1992 році з херсонським «Кристалом».
У 2001—2004 роках працював тренером російського «Чорноморця». Кілька разів був головним тренером команди: як головний тренер — з 7 травня до 26 липня 2003 року, як виконувач обов'язків головного тренера — з 17 листопада до 15 грудня 2002 року, з 24 грудня 2002 року до 13 лютого 2003 року, з 5 березня по 7 травня 2003 року, з 21 жовтня 2003 року по 29 січня 2004 року. Гамулі довелося по черзі змінювати Володимира Шевчука (15-23 грудня 2002 року), Валерія Четверика (13 лютого — 5 березня 2003 роки) і Сергія Павлова (26 липня — 21 жовтня 2003 року).
З червня до листопада 2007 року був головним тренером латвійської «Даугави» з Даугавпілса. Головною причиною відставки було непотрапляння команди в єврокубки. У міжсезоння 2007/08 Гамула займав пост генерального директора іншого клубу з Даугавпілса — «Дінабург». У серпні 2008 року, в середині чемпіонату Латвії, був призначений головним тренером «Даугави». «Дінабург» і «Даугави» об'єдналися в єдину команду «Дінабург» для заявки на чемпіонат Латвії 2009 року. Гамула став головним тренером об'єднаної команди. У березні 2009 року був звільнений з цієї посади. З квітня до червня 2009 року був головним тренером «Даугави», яка виступала в Першій лізі.
У 2009—2011 роках очолював «Закарпаття», з яким вилетів з елітного українського дивізіону. В цей період тренерської кар'єри здобув популярність завдяки своїм виступам на післяматчевих прес-конференціях команди. З 10 січня до 12 грудня 2010 року пройшов 240-годинне навчання на тренерських курсах у Москві, де отримав ліцензію категорії «Pro».
19 липня 2011 року приступив до роботи в спортивному відділі клубу «Ростов» на посаді тренера-селекціонера. 3 серпня 2011 очолив молодіжний склад «Ростова».
З 14 березня 2012 року на телеканалі «Футбол» виходила програма «Один на один з Гамулою», в якій Гамула вів бесіду з запрошеними гостями.
25 вересня 2014 року, після відставки Міодрага Божовіча, Гамула був призначений виконуючим обов'язки головного тренера «Ростова», де раніше обіймав посаду наставника молодіжної команди. 29 вересня його затвердили на пост головного тренера ростовського клубу. В кінці жовтня, відповідаючи на питання журналіста про можливу появу в команді Бенуа Ангбва, Гамула заявив, що в його команді вже є шість чорних. Після цього один з південноафриканських футболістів клубу Сіянда Ксулу відмовився тренуватися через расистські висловлювання головного тренера. У свою чергу віце-президент клубу Олександр Шикунов заявив, що конфлікт між тренером і футболістом вичерпано. Попри це агент південноафриканського захисника підтвердив інформацію про можливий відхід Ксулу. Ряд британських видань розтиражував висловлювання тренера, серед яких і його жарт про вірус Ебола. Проте Гамула вибачився перед своїми темношкірими футболістами. 12 листопада контрольно-дисциплінарний комітет дискваліфікував головного тренера «Ростова» на п'ять матчів. У середині грудня Гамула покинув пост головного тренера клубу, але продовжив працювати в ролі старшого тренера молодіжного складу «Ростова».

## Блогерство
25 грудня 2017 року запустив власний канал на YouTube.

## Титули та досягнення
- Володар Кубка СРСР: 1981
- Переможець другої ліги першості СРСР: 1985